# Гарфилд (Њу Мексико)
Гарфилд (енгл. Garfield) насељено је место без административног статуса у америчкој савезној држави Њу Мексико.

## Демографија
По попису из 2010. године број становника је 137.
| Група             | 2000.    | 2010.       |
| Белци             | 0 (0,0%) | 17 (12,4%)  |
| Афроамериканци    | 0 (0,0%) | 1 (0,7%)    |
| Азијати           | 0 (0,0%) | 1 (0,7%)    |
| Хиспаноамериканци | 0 (0,0%) | 115 (83,9%) |
| Укупно            | 0        | 137         |